# لشکرکشی غزنویان به خراسان
لشکرکشی غزنویان به خراسان (۹۹۹-۱۰۰۴ میلادی) زنجيره‌ای از لشکرکشی‌ها زیر فرماندهی دودمان غزنویان به رهبری محمود غزنوی برای گرفتن خاک خراسان بود.
غزنویان که در آغاز از سوی سامانیان به جايگاه فرماندار غزنی گماشته شده بودند، به رهبری محمود غزنوی، رسماً خواستار فرمانروايی بر خراسان شدند که مايهٔ پيوستن خاک اين سرزمين به غزنویان شد.
در سال‌های پايانی سدهٔ دهم میلادی همزمان با فرمانزوايی سامانيان سرزمين كهن خراسان از سوی غزنویان گردانده می‌شد. محمود که چيرگی بر اين سرزمين را از دست داده بود، سرپرستی خراسان را به امیر منصور دوم سامانی واگذار کرد.
پادشاهی سامانی که به دنبال درگیری‌های درونی و فشارهای بيرونی كم‌توان شده بود این درخواست را نپذيرفت. محمود غزنوی که از بازپس‌گیری خراسان از راه آشتی‌جويانه ناامید شده بود، بر آن شد كه خراسان را با زور بگيرد.

## پیش‌زمینه
در سال ۹۹۴ پس از میلاد، امیر نوح دوم سامانی، امیر سبکتگین غزنوی را فراخواند تا در شورش فائق خاصه و ابوعلی سیمجور در خراسان پادرميانی کند.
سبکتگین پس از كاميابی در لشکرکشی خود، به پاداش آن، فرمانروايی بلخ، تخارستان، بامیان، غور و غرجستان را به دست گرفت و محمود به جای ابوعلی سیمجور به فرمانداری خراسان گماشته شد.
محمود، نیشابور را كانون فرماندهی خود كرد. اندکی پس از آن، ابوعلی سیمجور و فائق خاصه به محمود غزنوی تاختند که به گريز محمود غزنوی از نيشابور انجاميد.
محمود ناچار به جنگ شد و شکست خورد. همه فیل‌هایش از سوی ارتش هم‌پيمان به غنیمت گرفته شدند.
سبکتگین با ارتشی برای کمک به محمود غزنوی از راه رسید. در ۲۲ ژوئیه ۹۹۵، سبکتگین ارتش هم‌پيمان‌ها را شکست داد و بسیاری از افسران را به زنجير كرد که با فیل‌ها جابجا شدند.
پس از يك سال، در سال ۹۹۶، محمود غزنوی در بخارا لشکرکشی به راه انداخت تا وزیر امیر نوح دوم سامانی، عبدالله بن محمد بن عزیر را بركنار کند.
در نبود ابوالقاسم سیمجوری، برادر ابوعلی سیمجور نیشاپور را گرفت. محمود با کمک عمویش بغراجوق، نیشاپور را بی هیچ جنگی بازپس گرفت و اينگونه چيرگی خود را در خراسان استوار کرد.
پیش از مرگ سبکتگین در سال ۹۹۷ میلادی، اسماعیل بن سبکتگین به جايگاه جانشین پدرش در استان بلخ و غزنی گماشته شد. پس از مرگ سبکتگین، اسماعیل بن سبکتگین خيلی زود به بلخ رفت و خود را فرمانروای آنجا ناميد.
محمود که خود را برای داشتن تاج و تخت خود را شايسته‌تر ميديد در برابر دريافت غزنی و به رسمیت شناختن توان خود، خراسان و بلخ را پیشنهاد کرد.
اسماعیل این پیشنهاد را نپذيرفت و محمود را ناچار ساخت از نیشابور عقب‌نشینی کرده و به سوی غزنی پیشروی کند. این تنش مايه درگيری دو برادر در نبرد غزنی شد که شکست اسماعیل و فرمانروايی محمود را در پی داشت.
در زمان نبودن محمود در خراسان، امیر منصور دوم سامانی، توزان بیگ (بكتوزون) را برای فرمانروايی بر این استان فرستاد.

## درگیری‌ها

### جنگ با منصور و عبدالملک
در سال ۹۹۸ میلادی، محمود که خود را فرمانروای استان‌های پدرش کرده بود، فرمان‌بری خود را به امیر سامانی منصور دوم باز نمود و امیر نیز فرمانرانی او بر استان‌های بلخ، بُست، ترمذ، و هرات را پذیرفت به‌جز خراسان. او نامه‌ای به امیر منصور نوشت و خراسان را درخواست کرد، ولی امیر از بازنگری، خودداری ورزید. محمود که نتوانست با گفتگو خراسان را به‌دست آورد، به خراسان لشکر کشید.
بکتوزون شهر نیشابور را رها کرد و درخواست نیروی کمکی فرستاد. امیر منصور با لشکری به‌راه افتاد و در نزدیکی سرخس چادر زد. محمود بی‌درگیری، از شهر بیرون شد و به‌سوی مروالرود رفت. بکتوزون که نیشابور را گرفته بود، به‌سوی سرخس رفت تا به سپاه امیر منصور بپیوندد.
در سال ۹۹۹ میلادی، امیر منصور به‌دست فائق خاصه و بکتوزون (که گمان گرایش امیر به محمود را داشتند) کشته شد. پس از آن، برادر کوچک‌ترش عبدالملک دوم سامانی به امیری رسید. محمود به پشتیبانی از امیر برکنار‌شده برخاست و به‌سوی سرخس لشکر کشید تا با فائق خاصه و بکتوزون روبه‌رو شود، ولی آنان با آگاه شدن از نزدیک‌شدن او، به مرو گریختند. 
او آنان را دنبال کرد و در برابر مرو چادر زد، ولی پیش از درگیری، پیمان آشتی بسته شد. بر پایهٔ این پیمان، محمود به‌جایگاه فرمانروای هرات، بلخ و دیگر استان‌ها پذیرفته شد، درحالی‌که بکتوزون فرماندهی سپاه خراسان را نگهداشت.

این صلح دیری نپایید. دارا بن قابوس که از این پیمان خشنود نبود، برخی از هواداران امیر را براگیخت تا به دنبالهٔ سپاه غزنوی که به فرماندهی نصر، برادر محمود، بود تاخته و توشه‌های آن را بدزدند. محمود سپاه خود را برای نبرد در نزدیکی مرو آرایش داد. نصر با ده‌هزار سواره‌نظام و هفتاد فیل در بازوی راست، فرماندهی را بر دوش داشت، دیگر سرداران با دوازده‌هزار سوار و چهل فیل در بازوی چپ، و محمود با ده‌هزار سوار و هفتاد فیل در میانه ایستاد. سپاه غزنوی نیروهای هم‌پیمان عبدالملک، بکتوزون، فائق خاصه و ابوالقاسم سیمجوری را شکست داد. ابوالقاسم به کوهستان گریخت، بکتوزون از نیشابور به‌سوی گرگان رفت. محمود ابوالحارث ارسلان جاذب را به فرماندهی طوس گماشت و به او دستور داد که بکتوزون را از خراسان بیرون براند. سپس محمود خود را فرمانروای خراسان نامید.
پس از اندکی، مرگ فائق خاصه و یورش ایلک خان از خانات قراخانی به بخارا، به اسارت عبدالملک و پایان سامانيان انجامید.

### جنگ با اسماعیل
ابو ابراهیم اسماعیل منتصر، پسر امیر نوح دوم، از بند ایلک‌خان گریخت و کوشید تا دولت سامانی را بازگرداند. او به خوارزم گریخت و در آنجا از سوی بلندپایگان وفادار به سامانیان پشتیبانی یافت. پس از تلاش نافرجام برای گرفتن بخارا، به نیشابور رفت و در ۲۵ فوریهٔ ۱۰۰۱ میلادی نصر را شکست داد و نصر را وادار به عقب‌نشینی به هرات کرد. محمود با نیروی کمکی رسید و اسماعیل را وادار به گریز به گرگان کرد. در سپتامبر ۱۰۰۱، او بار دیگر به نیشابور یورش آورد، نصر شهر را رها کرد و درخواست نیروی کمکی کرد. محمود ابوسعید آلتونتاش را فرستاد. سپاه هم‌پیمان غزنوی اسماعیل را شکست داد و او بار دیگر به گرگان گریخت. ولی در کوتاه‌زمانی بازگشت و سرخس را گرفت.. نصر او را شکست داد و ابوالقاسم سیمجوری را در غل‌وزنجیر کرده، به غزنه فرستاد.
در سال ۱۰۰۴، اسماعیل برای بازپس‌گیری فرمانروایی، به ورارود رفت ولی ناکام ماند و به مرو بازگشت. پس از شکست‌های پی‌درپی، از سلطان محمود درخواست یاری کرد. محمود فرماندار هرات را برای کمک به او فرستاد. ولی اسماعیل بی رسیدن نیروی کمکی، به بخارا رفت و در ژوئن در آنجا به‌دست ایلک‌خان شکست خورد و به خراسان بازگشت.
کارهای اسماعیل در خراسان مایه بی‌ثباتی شد. سلطان محمود سپاهی به فرماندهی فریغون بن محمد برای رویارویی با او فرستاد. اسماعیل به گرگان گریخت، و از سوی نصر، ارسلان جاذب و تغانجق، فرماندار سرخس، دنبال شد. اسماعیل که در گرگان پشتیبانی نیافت، به نسا عقب‌نشینی کرد. پس از تلاش ناکام برای گرفتن بخارا، به بیابان غُز پناه برد و در اردوگاه ابن بُهَیج، یکی از سران اعراب آن سرزمین پناه گرفت.
در دسامبر ۱۰۰۴، ابن‌بهیج به فرمان ابوعبدالله ماه‌روی بندر، امیر بومی، به‌گونه‌ای ناجوانمردانه اسماعیل را کشت.
محمود پس از آگاهی دستور داد ابن‌بهیج و ابوعبدالله ماه‌روی بندر به دار آویخته شوند و اردوگاه اعراب غارت و ویران گردد.

## پیامدها
همه سرزمین خراسان تا رود جیحون به قلمرو غزنویان پیوست. پس از پیروزی، محمود تأیید خلافت عباسی را بر قلمروهای گشوده‌شده دریافت کرد و در نوامبر ۹۹۹ میلادی، فرنام «ولی امیرالمؤمنین» و «یمین‌الدوله و امین‌المله» را از سوی خلیفه القادر بالله دریافت کرد. خطبه خواندن به نام خلیفه القادر بالله در خراسان پی گرفته شد.

## منبع
1. ↑  Nazim 1931, p. 47.
2. 1 2 3  Nazim 1931, p. 44.
3. 1 2  Nazim 1931, p. 43.
4. ↑  Bosworth 1963, p. 44.
5. ↑  Frye 1975, The Samanids pp. 157-158.
6. ↑  Nazim 1931, Early life of Mahmud pp. 36-37.
7. ↑  Nazim 1931, The Struggle for Throne pp. 38-39.
8. ↑  Bosworth 1963, p. 44-45.
9. 1 2 3  Bosworth 1963, p. 46.
10. ↑  Frye 1975, p. 158.
11. 1 2  Nazim 1931, p. 45.
12. ↑  Nazim 1931, p. 45-46.
13. ↑  Nazim 1931, p. 46.
14. ↑  Nazim 1931, “When Mahmüd heard the news of the assassination of the unfortunate prince, he ordered both Abū 'Abdu'llah and Ibn Buhaij to be put to death, and the camp of the Arabs to be plundered and destroyed, as a punishment for the crime.” p. 47.
15. ↑  Frye 1975, p. 159.